# ハンナ・アーレント (映画)
『ハンナ・アーレント』（独: Hannah Arendt）は、2012年のドイツ・ルクセンブルク・フランス合作の伝記ドラマ映画。ドイツ系ユダヤ人の哲学者であり政治理論家であったハンナ・アーレントを描いている。マルガレーテ・フォン・トロッタが監督をし、バルバラ・スコヴァが主演を務めた。

## 概要
本編中に、1961年にイスラエルでナチス戦犯として裁かれたアドルフ・アイヒマンの法廷の記録フィルムが挿入されている。
2013年ドイツ映画賞で作品賞銀賞、主演女優賞を、2013年バイエルン映画祭で主演女優賞を受賞した。
アメリカではツァイトガイスト・フィルム社（Zeitgeist Films）が配給をし、同国では2013年5月29日に劇場公開された。
日本では2013年10月26日に岩波ホールで公開され、同ホールでは約10年ぶりに初日から2日連続で満席の観客を集め、その後も観客の行列が出る盛況となった。映画の内容と関係するアーレントの著作『イエルサレムのアイヒマン』の翻訳書も、映画公開から2000部が増刷された。

## ストーリー
哲学者ハンナ・アーレントはかつてドイツに生まれ育ち、今でも仲間との会話はドイツ語で行うほどであるが、ナチスの政権獲得とともにフランスに亡命、親独のヴィシー政権によって抑留され、間一髪で脱走、米国に亡命した過去を持っていた。現在はニューヨークで大学教授として、最愛の夫ハインリッヒ、友人で作家のメアリー・マッカーシーらと穏やかな日を送っていた。
1960年ブエノスアイレスで亡命生活を送っていたナチ高官のアイヒマンがモサドによって誘拐され、エルサレムで裁判を受けることとなり、ハンナは「ニューヨーカー」誌の特派員として、裁判を傍聴することを志願する。自らの過去と向き合う苦痛を耐えてまで傍聴した裁判であったが、被告アイヒマンの大量殺人を指揮したとは思えぬ凡庸さに当惑する。一方で裁判での証言から、当時のユダヤ人社会の指導者たちが、消極的にではあるがナチの政策に協力していたことまで明らかになってゆく。帰国したハンナは、膨大な裁判資料と向き合いながら、鬼畜のようなナチ高官と思われていたアイヒマンは、自らの役職を忠実に果たすことを自らに課していたに過ぎない小役人であること、一方でユダヤ人社会でも抵抗をあきらめたことで被害を拡大したこと、アイヒマンの行為は非難されるべきだが、そもそもアイヒマンを裁く刑法的な根拠は存在しないこと等をニューヨーカーの連載記事として掲載する。記事はユダヤ人社会の感情的な反発を招き、論文を読んだことすらないものまで「ナチスを擁護するものだ」と激烈な批判を寄せ、ハンナは大学から辞職勧告まで受ける。誤解を解き、自説を明らかにするため、ハンナは特別講義を行う。「アイヒマンは、ただ命令に従っただけだと弁明した。彼は、考えることをせず、ただ忠実に命令を実行した。そこには動機も善悪もない。思考をやめたとき、人間はいとも簡単に残虐な行為を行う。思考をやめたものは人間であることを拒絶したものだ。私が望むのは考えることで人間が強くなることだ」講義は学生たちの熱狂的な支持を得るが、一方で、古い友人たち(特にハンス・ヨナス)は、それでも彼女に背を向け、教室を後にするのだった。

## キャスト
- ハンナ・アーレント - バルバラ・スコヴァ
- ハインリヒ・ブリュッヒャー（ドイツ語版） - アクセル・ミルベルク（ドイツ語版）
- メアリー・マッカーシー - ジャネット・マクティア
- ロッテ・ケーラー - ユリア・イェンチ
- ハンス・ヨナス - ウルリッヒ・ノエテン
- クルト・ブルーメンフェルト - ミヒャエル・デーゲン（ドイツ語版）
- ウィリアム・ショーン（英語版） - ニコラス・ウッドソン（英語版）
- ローレ・ヨナス - サーシャ・レイ（ドイツ語版）
- シャルロッテ・ベラート（ドイツ語版） - ヴィクトリア・トラウトマンスドルフ（ドイツ語版）
- マルティン・ハイデッガー - クラウス・ポール（ドイツ語版）
- 学生時代のアーレント - フリーデリーケ・ベヒト（ドイツ語版）
- フランシス・ウェルズ - ミーガン・ケイ（ドイツ語版）
- ジョナサン・シェル - トム・レイク
- トーマス・ミラー - ハーヴェイ・フリードマン（英語版）